# 赤木泰文
赤木 泰文（あかぎ ひろふみ、1951年 - ）は、日本の工学者。東京工業大学名誉教授。パワーエレクトロニクスの第一人者として知られる。2018年には日本人として初めてIEEE Medal in Power Engineeringを受賞した。

## 人物・経歴
岡山県岡山市生まれ。1970年岡山県立岡山大安寺高等学校卒業。1974年名古屋工業大学工学部電気工学科卒業。1979年東京工業大学大学院理工学研究科博士課程電気工学専攻修了、長岡技術科学大学工学部助手。1981年長岡技術科学大学工学部講師。1984年長岡技術科学大学工学部助教授。
1987年マサチューセッツ工科大学客員研究員。1991年岡山大学工学部教授。1996年ウィスコンシン大学マディソン校客員教授、マサチューセッツ工科大学客員教授。2000年東京工業大学大学院理工学研究科教授。
2007年IEEE Power Electronics Society President。2015年IEEE Division II Director。2016年東京工業大学工学院教授。
2020年欧州パワーエレクトロニクス学会（EPE: European Power Electronics Association）の最高位賞 EPE Gaston Maggetto Medal（ガストン・マジェット・メダル）を受賞。

## 受賞・栄典
- IEEEフェロー 1996[2]
- IEEE William E. Newell Power Electronics Award 2001[2]
- IEEE Richard H. Kaufmann Technical Field Award 2008[2]
- IEEE Medal in Power Engineering 2018[3]
- EPE Gaston Maggetto Medal 2020[4]
- 公益財団法人ヒロセ財団第1回ヒロセ賞 2021[5]